# Churchill Island
Churchill Island är en ö i Australien. Den ligger i delstaten Victoria, omkring 83 kilometer sydost om delstatshuvudstaden Melbourne.
Genomsnittlig årsnederbörd är 1 245 millimeter. Den regnigaste månaden är maj, med i genomsnitt 158 mm nederbörd, och den torraste är januari, med 49 mm nederbörd.